# 愛知県道324号生平幸田線
愛知県道324号生平幸田線（あいちけんどう324ごう おいだいらこうたせん）は、愛知県岡崎市から額田郡幸田町に至る一般県道である。

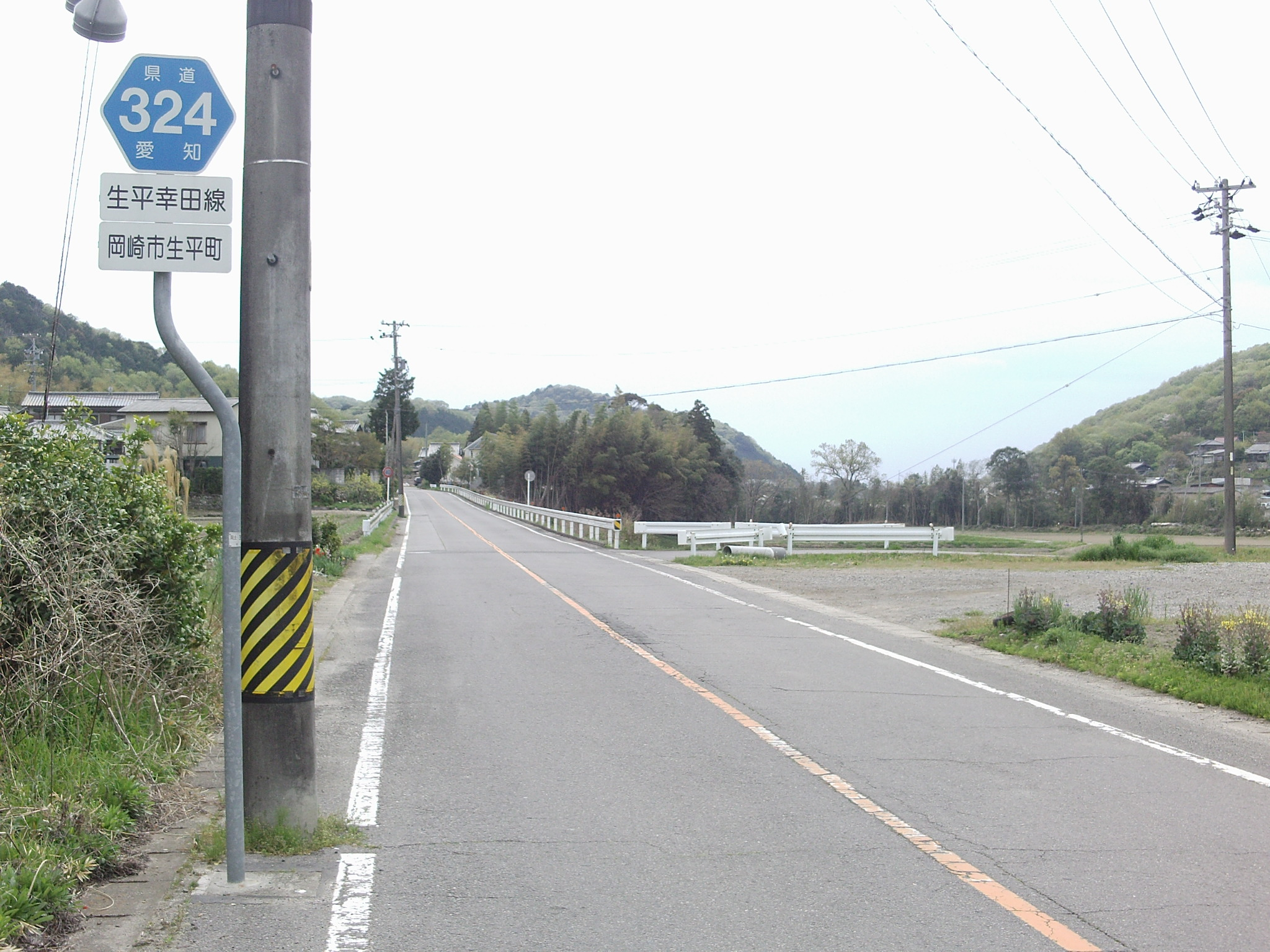
生平町（起点地域）。長閑な田舎。シルバーゾーンでお年寄りに注意。

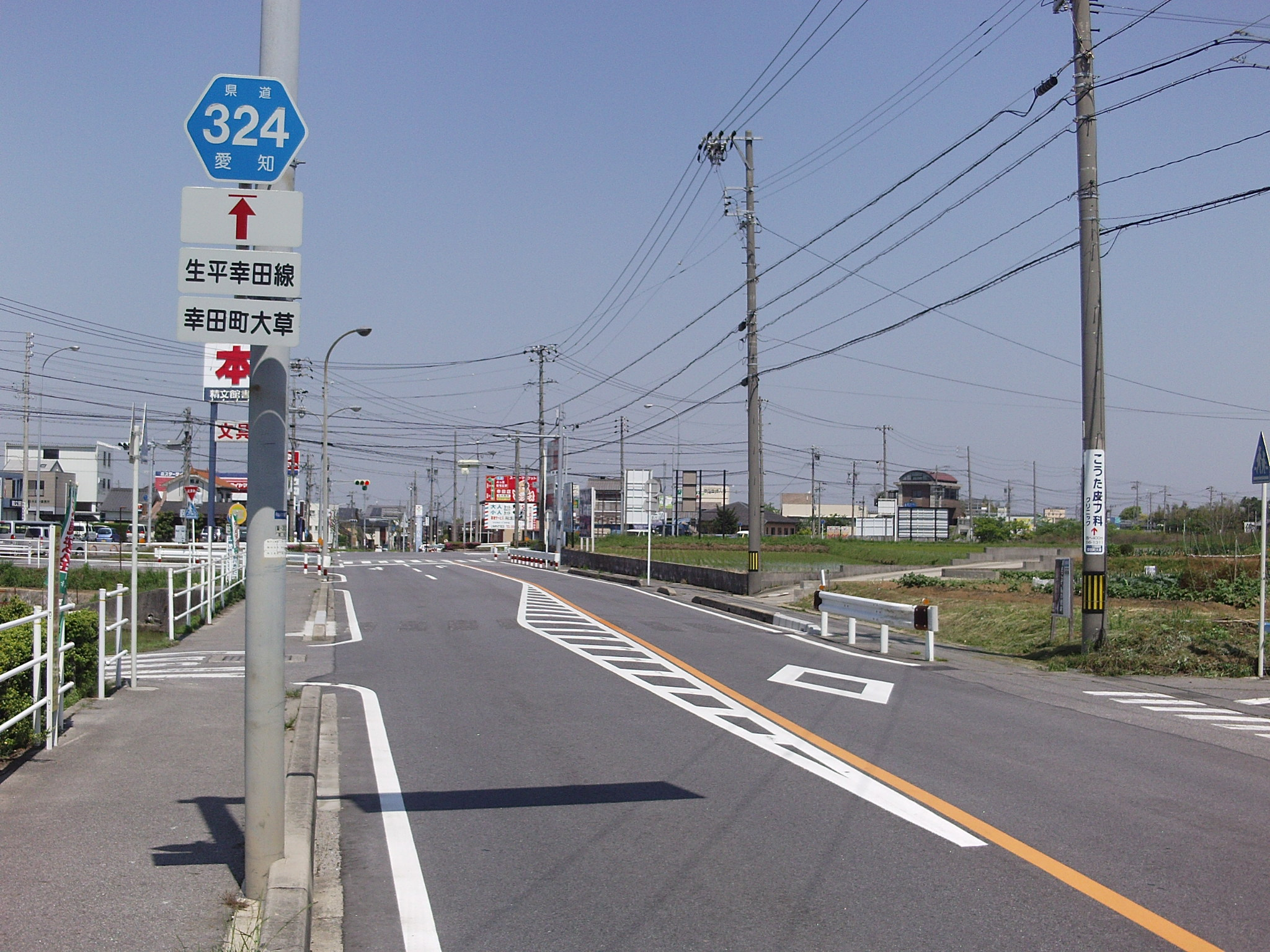
幸田町（終点）。JA幸田憩の農園の北側。

## 概要
起点は岡崎市茅原沢町で、すぐに男川を渡り生平町に入る。以降は岡崎市南東部の山沿いを通り、特に起点付近と終点近くの市町境は狭い山道となる。また当県道経由で東側では東名高速道路沿いの市道～県道35号など、西側では県道326号～県道26号などのルートを国道1号の迂回路として利用することができる。狭隘であった名鉄名古屋本線名電山中駅付近の道路は2012年に付け替えられた。

### 路線データ
- 起点：愛知県岡崎市茅原沢町（愛知県道37号岡崎作手清岳線交点）
- 終点：愛知県額田郡幸田町大草（国道248号交点）
- 全長：約14.6km

## 別名
- 保母道（岡崎市）
- 桜井寺道（岡崎市）
- 吉良道（岡崎市）

## 沿革
- 1959年12月15日：認定

## 通過する自治体
- 愛知県
  - 岡崎市 - 額田郡幸田町

## 交差・接続する道路
- 男川せせらぎ道：愛知県道37号岡崎作手清岳線（岡崎市茅原沢町字梅薮前、丁字交差：名鉄バス茅原沢バス停付近）

（この間一部幅員狭小）
- 岡崎市道保母池金線（岡崎市池金町字金山、三差路）
- 国道1号（山中小北交差点）
- 愛知県道326号桑谷柱線（桑谷町交差点）

（この間一部幅員狭小）
- 愛知県道480号美合幸田線（大草八ツ面交差点・大塚交差点間で重複）
- 国道248号（大草交差点、交差）
- 愛知県道78号安城幸田線（大草交差点、直進）

## 周辺
- 岡崎カントリークラブ
- 名鉄名古屋本線 名電山中駅
- 岡崎市立山中小学校
- 桑谷キャンプ場
- 葵カントリークラブ
- 大井池
- JAあいち三河 幸田憩の農園